# Hasan Fehmi Ataç

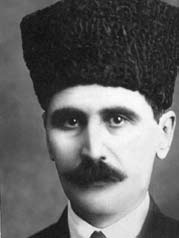
Hasan Fehmi Bey vor 1923

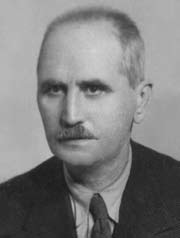
Fehmi Ataç in den 1930ern

Hasan Fehmi Bey (Ataç) (* 1879 in Gümüşhane; † 16. September 1961) war ein türkischer Politiker und Mitglied der Großen Türkischen Nationalversammlung. Als Mitglied der Versammlung war Hasan Fehmi Bey Abgeordneter für seine Heimatstadt Gümüşhane. Nach dem Ende seines Mandats wurde er von Mustafa Kemal Atatürk zum Landwirtschafts- und Finanzminister berufen.

## Leben
Fehmi wurde als Sohn von Kadirbeyzade Mehmet Salim Bey geboren. Hasan Fehmi besuchte die örtliche Rüştiye-Schule im Distrikt Süleymaniye von Gümüşhane. Bei den Wahlen 1912 im Osmanischen Reich wurde Hasan Fehmi Bey Mitglied in der Abgeordnetenkammer für Gümüşhane. Er wurde auch zur neuen Großen Nationalversammlung der Türkei gewählt und blieb Abgeordneter von der ersten bis zur achten Periode. Auf einer geheimen Sitzung der Nationalversammlung am 17. Oktober 1920 äußerte Hasan Fehmi Bey sich folgendermaßen zum Völkermord an den Armeniern:

„Wie ihr wisst, waren die [Armenier-]Deportationen ein Ereignis, die weltweiten Aufschrei auslösten und uns als Mörder darstellten. Vor diesem Ereignis wussten wir, dass die christliche Welt es uns nicht gönnen wird, und aufgrund dessen ihren vollen Zorn sowie tiefsitzende Feindschaft gegen uns richten wird. Warum haben wir uns den Titel des Mörders angehängt? Warum haben wir uns an solch einem ernsten und schwierigen Konflikt beteiligt? Wir handelten daher einfach, um die Zukunft unseres Vaterlandes zu gewährleisten, welches wir als lieber und heiliger als unsere eigenen Leben betrachten.“

Fehmi Bey lieferte bei einer anderen Geheimsitzung auch Beweise über die Beschlagnahmung armenischer Güter und Eigentums:

„Nicht ein Muslim wurde enteignet. Man kann diese Fakten durch Prüfung der alten Protokolle der geheimen Beratungen belegen. Das Parlament erhielt damals insgeheim Zusicherungen des Finanzministers, dass das Gesetz bei Muslimen angewendet würde, die als Folge des Krieges geflohen waren. Erst nach diese Zusicherung haben wir der Welt dieses Gesetz verkündet.“

Am 24. April 1922 wurde Hasan Fehmi Bey von Atatürk zum Finanzminister ernannt, was er bis zum 2. Januar 1925 blieb. Während seiner Amtszeit als Finanzminister schaffte es Fehmi Bey, die nötige Verpflegung für die türkische Armee nach dem Türkischen Befreiungskrieg zu beschaffen. Vom 22. November 1924 bis zum 3. März 1925 diente Fehmi Bey auch als Landwirtschaftsminister.
Fehmi Ataç war verheiratet und hatte ein Kind. Er wurde auch mit der Unabhängigkeitsmedaille mit Rot-Grünem-Band ausgezeichnet.